# Walter Kasper
Walter Kasper (Heidenheim an der Brenz, Alemanya, 5 de març de 1933) és un cardenal alemany, president emèrit del Consell Pontifici per a la Promoció de la Unitat dels Cristians.

## Vida

### Primers anys
Va ser ordenat sacerdot per la Diòcesi de Rottenburg-Stuttgart el 6 d'abril de 1957 i té un doctorat en teologia per la Facultat de Teologia de Tubinga.
Durant tres anys va ser assistent de Leo Scheffczyk i Hans Küng abans de rebre la seva "habilitació" amb una tesi sobre la filosofia i la teologia de la història en la filosofia de l'últim Schilling. Va ensenyar teologia dogmàtica i va ser degà de la facultat de teologia a Münster i més tard a Tübingen.

### Bisbe
Va ser nomenat bisbe de Rottenburg-Stuttgart el 17 d'abril de 1989 i va rebre la consagració episcopal el 17 de juny. El 1994 va ser nomenat copresident de la Comissió Internacional per al diàleg luterà-catòlic. L'1 de juny de 1999 va ser nomenat secretari del Pontifici Consell per a la Unitat dels Cristians.
Membre de:
- Congregacions: per a la Doctrina de la Fe, per a les Esglésies Orientals
- Consells Pontificis: per a la Cultura, per als Textos Legislatius, per al Diàleg Interreligiós
- Tribunal Suprem de la Signatura Apostòlica
- XII Consell Ordinari de la Secretaria General del Sínode dels Bisbes
- Consell Especial per al Líban de la Secretaria General del Sínode dels Bisbes

El 3 de març de 2001 va ser nomenat president del Consell Pontifici per a la Unitat dels Cristians.
És president emèrit del Consell Pontifici per a la Promoció de la Unitat dels Cristians des de l'1 de juliol de 2010.

### Cardenal
Va ser creat i proclamat cardenal per Joan Pau II al consistori del 21 de febrer de 2001, amb el títol d'Ognissanti in Via Appia Nuova (Tots Sants a Via Appia Nuova), diaconia elevada a presbiteral pro hac vice (en aquest cas) el 21 de febrer de 2011.

## Obres
El cardenal Kasper és autor de nombroses publicacions, ha rebut més d'una vintena de doctorats honoris causa i diverses distincions. Cardinal Walter Kasper Awards and Distinctions Arxivat 2016-03-05 a Wayback Machine.
Kasper, Walter. La misericòrdia: clau de l'Evangeli i de la vida cristiana.  Editorial Sal Terrae, 2012. ISBN 9788429320336.
 Jesús, el Crist. 13a ed..  Ediciones Sígueme, 2012. ISBN 9788430104345.
 El Déu de Jesucrist. 8a ed..  Ediciones Sígueme, 2011. ISBN 9788430117765.
 El sacerdot, servidor de l'alegria. 2a ed..  Ediciones Sígueme, 2009. ISBN 9788430116737.
 Camins d'unitat. Perspectives per a l'ecumenisme.  Ediciones Cristiandad, 2008. ISBN 9788470575334.
 Harvesting the Fruits: Basic Aspects of Christian Faith in Ecumenical Dialogue.  Continuum International Publishing Group, 2009. ISBN 9781441162724.
 That they may all be one: the call to unity.  Continuum International Publishing Group, 2004. ISBN 9780860123798.
 Transcending all understanding: the meaning of Christian faith today.  Ignatius Press, 1989. ISBN 9780898702569.
 L'ecumenismo spirituale. Linee-guida per la sua attuazione.  Città Nuova, 2006. ISBN 9788831174916.
 Walter Kasper. Searching for Christian Unity.  New City Press, 2007. ISBN 9781565482654.
 Walter Kasper. The Petrine ministry: Catholics and Orthodox in dialogue.  The Newman Press, 2006. ISBN 9780809143344.
 Walter Kasper. .  Città Nuova, 2004. ISBN 9788831133494.

## Honors
Gran Creu amb Placa i Cordó de l'orde al Mèrit de la República Federal Alemanya (2004)
 Creu de I Classe de l'orde al Mèrit de la República Federal Alemanya (1987)
 Cavaller de l'orde al Mèrit de l'Estat de Baden-Württemberg (1998)
 Gran Creu d'Honor i Devoció de l'orde Sobirà i Militar de Malta (1998)